# Denis Villeneuve
Denis Villeneuve (Gentilly, Quebec, Kanada, 3. listopada 1967.) kanadski je filmski redatelj.
Četverostruki je dobitnik „Canadian Screen Award” (bivši „Genie Award”) za najbolju režiju, osvojio je za filmove „Maelström” 2001., „Polytechnique” 2009., „Naša majka” 2010. i „Neprijatelj” 2013. Prva tri od ovih filmova također su osvojila „Canadian Screen Award” za najbolji film, dok je potonji dobio nagradu za najbolji kanadski film godine od strane Udruge filmskih kritičara Toronta.
U svijetu je poznat po režiji nekoliko hvaljenih filmova, uključujući trilere Zatočene (2013.) i Sicario (2015.), kao i znanstvenofantastične filmove Dolazak (2016.) i Blade Runner 2049 (2017.). Za svoj rad na „Dolasku” dobio je svoju prvu nominaciju za Oscara za najboljeg redatelja. Udruga holivudskih kritičara dodijelila mu je nagradu za redatelja desetljeća u prosincu 2019.
Njegov slijedeći film, Dina (2021.), temeljen na istoimenom romanu Franka Herberta, premijerno je prikazan na 78. Međunarodnom filmskom festivalu u Veneciji; film je dobio pohvale kritičara, bio je komercijalni uspjeh na međunarodnim kino blagajnama i njegov je film s najvećom zaradom do danas. Donio mu je nominacije za Oscara za najbolji adaptirani scenarij i najbolji film, a sam je film osvojio šest vodećih Oscara na 94. dodjeli Oscara.
Ukupno su Villeneuveovi filmovi zaradili preko 1,1 milijardu dolara diljem svijeta. Njegov sljedeći film, Dina: Drugi dio (2024.) prikazuje se od kraja veljače 2024.